# Молодь Демократичного альянсу
«Молодь Демократичного Альянсу» — всеукраїнська молодіжна громадська організація (ВМГО). Вона створена на основі спільних інтересів громадян України для задоволення та захисту законних соціальних, економічних, творчих, національно-культурних та інших інтересів молоді на основі гуманістичних принципів християнської демократії .

## Історія

### Історія ХДМУ
Перші ініціативні групи по створенню ХДМУ виникли в липні 1994 року у декількох містах України.
14 жовтня 1994 року в Києві відбулась Установча конференція Київської міської організації «Християнсько-демократична молодь». Пізніше, представники Київської ХДМ взяли на себе координацію процесу створення загальноукраїнської організації.
29 квітня 1995 року відбувся Установчий З’їзд громадської організації «Християнсько-демократична молодь України», в якому взяли участь близько ста делегатів з більшості областей України.
Зареєстрована ВМГО «ХДМУ» 26 січня 1996 року відповідно до рішення Міністерства юстиції за № 711.

### Історія Демократичного альянсу
У червні 2007 року на З'їзді організації було прийнято рішення про її перейменування. Нове ім'я організації — ВМГО « Демократичний Альянс» на базі якої у 2010 році виросла політична партія Демократичний Альянс

## Членство в організаціях
Організація Молодь Демократичного Альянсу входить у команду Демократичного Альянсу, в яку крім неї входять об’єднання: політична партія “Демократичний Альянс”,  громадська організація "Демократичний Альянс Жінок" та об'єднання підприємців Вільний Простір.
Організація є повноправним членом Національної Молодіжної Ради України.
Організація отримала повноправне членство в таких двох великих молодіжних європейських об'єднаннях, як YEPP (Youth European Peoples Party) та DEMYC (Democrat Youth Community of Europe).
Членом YEPP Молодь Демократичного Альянсу стала у 1997 році, а членом DEMYC — у 1998.
Окрім своєї традиційної діяльності у межах вищезгаданих платформ Європи, організація започаткувала активне співробітництво з таким вже немолодіжним загальноєвропейським об'єднанням як Пан'європейський Союз (PanEuropean Union) та отримала повноправне членство в Інституті Роберта Шумана (Robert Schuman Institute).
Демократичний Альянс став єдиною національною молодіжною організацією в Європі та єдиним представником України, що має членство в Інституті Роберта Шумана (Robert Schuman Institute). Таким чином, Інститут Роберта Шумана став третьою міжнародною організацією після Молоді Європейської Народної Партії (YEPP) та Демократичної Молодіжної Співдружності Європи (DEMYC), повноправне членство в якій має Демократичний Альянс.
Також Молодь Демократичного Альянсу працює в рамках програми Erasmus+, залучаючи молодь до різноманітних проектів, в тому числі міжнародних семінарів та обмінів. 

## Керівні органи

### Загальна характеристика
Найвищим керівним органом ВМГО Молодь ДА є З’їзд, який скликається Координаційною Радою ВМГО Молодь ДА один раз на два роки.
У період між З’їздами, керівним органом організації є Координаційна Рада.
Координаційна Рада ВМГО Молодь ДА формується з Голів обласних осередків та членів Правління ВМГО Молодь ДА.
У період між З’їздами та засіданнями Координаційної Ради ВМГО Молодь ДА, діяльністю організації керує її Правління, яке формується З’їздом терміном на два роки. До складу Правління входять обрані на З’їзді Голова ВМГО Молодь ДА та інші члени Правління, а також Генеральний Секретар ВМГО Молодь ДА, Міжнародний Секретар ВМГО Молодь ДА та Керівник Навчального центру ВМГО Молодь ДА за посадою .

### Нинішнє керівництво
- Голова - Марина Олійник
- Генеральний Секретар - Михайло Загородній
- Члени правління: Вікторія Оникієнко, Артур Левінчук[1].

## Голови  організації
| 1995-2005  | Олександр Ярема   |
| 2005-2011  | Василь Гацько     |
| 2011-2015  | Анастасія Шимчук  |
| 2015- 2017 | Юлія Литвиненко   |
| 2017-2019  | Тетяна Сиропятова |
| 2019 -     | Марина Олійник    |